# HD62510
HD62510 — хімічно пекулярна зоря спектрального класу A0, що має видиму зоряну величину в смузі V приблизно  6,4.
Вона  розташована на відстані близько 460,7 світлових років від Сонця.

## Фізичні характеристики
Зоря HD62510 обертається 
досить швидко 
навколо своєї осі. Проєкція її екваторіальної швидкості на промінь зору становить  Vsin(i)=123км/сек.

## Пекулярний хімічний склад
Зоряна атмосфера HD62510 має підвищений вміст 
Si
.